# Коцофанка (Калараш)
Коцофанка (рум. Coțofanca) насеље је у Румунији у округу Калараш у општини Гурбанешти. Oпштина се налази на надморској висини од 32 m.

## Становништво
Према подацима из 2002. године у насељу је живело 544 становника.

### Попис2002.
| Расподела становништва по националности 2002.‍ | Расподела становништва по националности 2002.‍ | Расподела становништва по националности 2002.‍ | Расподела становништва по националности 2002.‍ | Расподела становништва по националности 2002.‍ |
| --------------------------------------------- | --------------------------------------------- | --------------------------------------------- | --------------------------------------------- | --------------------------------------------- |
|                                               |                                               |                                               |                                               |                                               |
| Румуни                                        | Румуни                                        |                                               | 431                                           | 79,4%                                         |
| Роми                                          | Роми                                          |                                               | 112                                           | 20,6%                                         |